# Kazuaki Nagasawa
Kazuaki Nagasawa (長沢 和明, Nagasawa Kazuaki) est un footballeur japonais né le 4 février 1958 dans la préfecture de Shizuoka au Japon.